# Torre solare

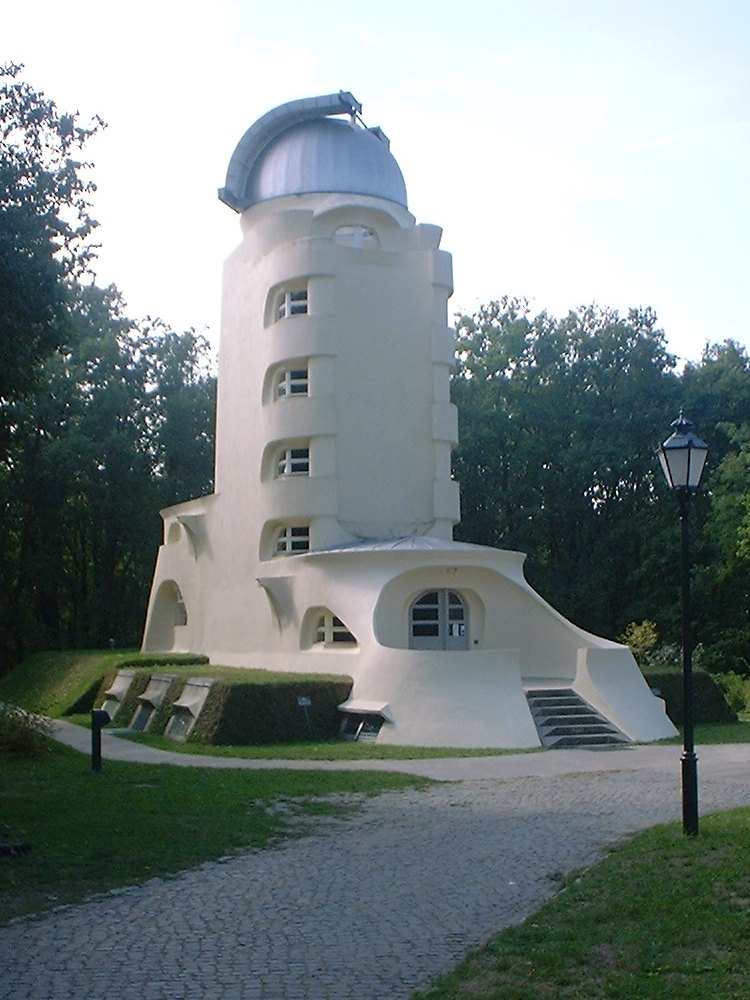
La torre Einstein di Potsdam

Una torre solare è una struttura usata a supporto della strumentazione per lo studio del Sole.
La radiazione solare viene raccolta alla sommità da specchi (generalmente due, l'eliostato e il celostato) che convogliano il fascio di luce verso la base della torre, dove sono posti strumenti in grado di studiarla, che comprendono il telescopio solare e lo spettroeliografo.
Il termine è stato usato anche per riferirsi ad altre strutture usate per scopi sperimentali, come la "Solar Tower Atmospheric Cherenkov Effect Experiment" (STACEE) di Albuquerque nel Nuovo Messico, che viene impiegata per lo studio della radiazione di Čerenkov, e la centrale solare a torre dell'Istituto Weizmann a Rehovot in Israele.